# گروه پی‌اس‌ای
گروه پی‌اس‌ای (به فرانسوی: Peugeot Société Anonyme) به معنی «شرکت سهامی عام پژو» (به‌اختصار با نام PSA و شناخته‌شده در میان سال‌های ۱۹۹۱ تا ۲۰۱۶ با نام PSA Peugeot Citroën) گروه فعال فرانسوی در زمینه خودروسازی و ترابری بود، که خودروهای تولیدی خود را، تحت برندهای پژو، سیتروئن، دی‌اس، اوپل و واکسول عرضه می‌کرد. در ژانویه سال ۲۰۲۱، ابرشرکت استلانتیس از ادغام این گروه و گروه فیات کرایسلر متولد شد.
گروه پی‌اس‌ای در سال ۱۹۷۶ راه‌اندازی شد و پس از گروه فولکس‌واگن، دومین خودروساز بزرگ اروپا به‌شمار می‌آمد، همچنین این گروه در سال ۲۰۱۰ به‌عنوان هشتمین شرکت خودروسازی جهان، بر پایه شمار دستگاه‌های تولیدی، شناخته شد. دفتر مرکزی گروه پی‌اس‌ای در شهر پاریس قرار داشت و سهام آن در بازار بورس یورونکست پاریس معامله می‌شد. همچنین جزئی از شاخص کک ۴۰ به‌شمار می‌آمد.

## تاریخچه

### خرید سیتروئن و تأسیس

لوگوی شرکت، بین سال‌های ۱۹۹۱ تا ۲۰۱۶

در دسامبر ۱۹۷۴، شرکت پژو ۳۸٫۲٪ سهام خودروسازی سیتروئن، دیگر خودروساز فرانسوی را خریداری کرد. در آن سال‌ها سیتروئن شرکتی رو به ورشکستگی بود و در نهایت در ۹ آوریل ۱۹۷۶، پژو سهم خود از سهام شرکت ورشکسته سیتروئن را به ۸۹٫۹۵٪ افزایش داد و پس از آن، شرکتی با نام PSA Peugeot Citroën را افتتاح کرد تا هر دو شرکت پژو و سیتروئن از زیرمجموعه‌های این شرکت محسوب شوند. در این مدت، سیتروئن دو مدل موفق سی ایکس و جی اس را عرضه کرد و پژو نیز مانند گذشته در امور مالی محتاط عمل می‌کرد که همین عوامل باعث شد تا سرمایه‌گذاری تأسیس این شرکت موفق باشد.

### خرید کرایسلر اروپا

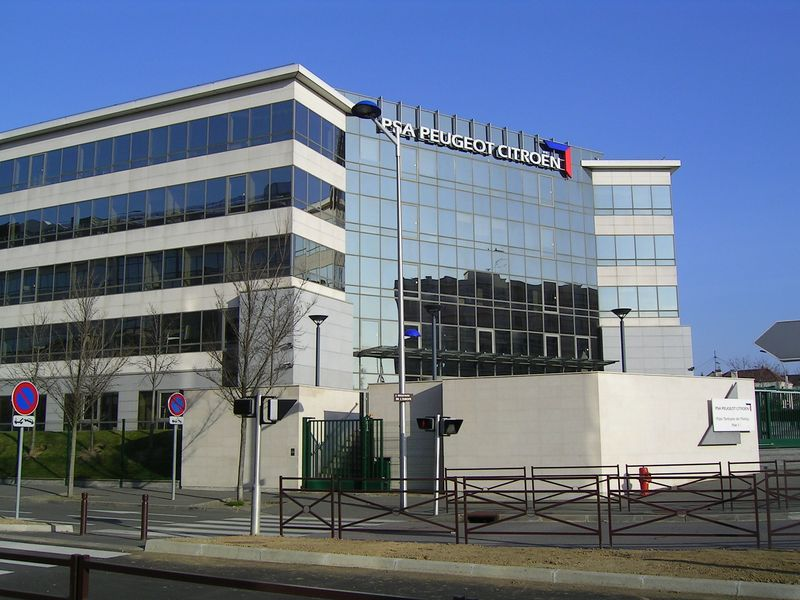
ساختمان اداری و کارخانهٔ تولیدی پی‌اس‌ای در پوآسی

با اعلام ورشکستگی کرایسلر اروپا (که خود مالک شرکت‌های روتس و سیمکا بود) در اواخر سال ۱۹۷۸، پی‌اس‌ای این خودروساز را از شرکت اصلی آمریکایی به ارزش اسمی ۱ دلار آمریکا به همراه همه زیان‌ها و بدهی‌های این شرکت خریداری کرد که منجر به زیان شرکت در میان سال‌های ۱۹۸۰ تا ۱۹۸۵ شد. همچنین در همین دوره پژو تصمیم به احیای برند تالبوت گرفت که آخرین نسخه از آن در دهه ۵۰ میلادی تولید شده بود و همین امر سرمایه‌گذاری بیشتری را می‌طلبید. از آن پس، همه مدل‌های کرایسلر و سیمکا تحت برند تالبوت به فروش می‌رسید تا زمانی‌که تولید خودروهای سواری با برند تالبوت در سال ۱۹۸۷ و تولید خودروهای تجاری با این برند در سال ۱۹۹۲ متوقف شد.
مجموع این سرمایه‌گذاری‌ها، باعث بروز مشکلات جدی مالی برای کل گروه پی‌اس‌ای گشت. شرکت از سال ۱۹۸۰ تا ۱۹۸۵ پول از دست داد و در سال ۱۹۸۷ با توقف تولید سیمکا-تالبوت هوریزون، تولید با برند تالبوت برای خودروهای سواری متوقف شد. تولیدات تالبوت سامبا و سیمکا ۱۳۰۷ هم یک سال پیش متوقف شده بود و تالبوت آریزونا هم به پژو ۳۰۹ تغییر نام پیدا کرد و کارخانه‌های شرکت روتس در ریتون و سیمکا در پوآسی از اکتبر ۱۹۸۵ به تولید محصولات پژو پرداختند. تولیدات ریتون از آن جهت که نخستین خطوط تولید پژو در انگلستان بودند اهمیت داشتند. (تولید خودرو در کارخانه ریتون در سال ۲۰۰۶ متوقف شد و این کارخانه تعطیل شد). اما نام تالبوت بر روی خودروهای تجاری کمی بیشتر دوام داشت و سال ۱۹۹۲ ادامه یافت.

### همکاری با جنرال موتورز
در ۲۹ فوریه ۲۰۱۲، پی‌اس‌ای اتحاد بزرگ خود با جنرال موتورز را اعلام کرد که بر آن اساس، جنرال موتورز پس از خانوادهٔ پژو، با سهم ۷٪ از سهام این شرکت دومین سهام دار عمده پی‌اس‌ای شد. این اتحاد برای صرفه جویی ۲ میلیارد دلار در سال از طریق به اشتراک‌گذاری پلت فرم ایجاد شد. طی این اتحاد، جنرال موتورز تصمیم به استفاده گسترده از پلت فرم‌های گروه پی‌اس‌ای برای خودروهای اوپل و واکسول گرفت که همین امر پیش زمینه خرید اوپل و واکسول را توسط پی‌اس‌ای در سال ۲۰۱۷ ایجاد کرد. این اتحاد فقط به مدت دو سال و تا سال ۲۰۱۴ پایدار ماند.
یکی از تبعات این اتحاد کوتاه مدت، خروج کامل پژو و سیتروئن به عنوان دو شرکت بزرگ زیر مجموعه پی‌اس‌ای از ایران بود که هم‌زمان با تشدید تحریم‌های بین‌المللی علیه برنامه هسته‌ای ایران در سال ۲۰۱۲ روی داد.

### بحران در پی‌اس‌ای (۲۰۱۲–۲۰۱۴)
مجموعه‌ای از مشکلات اقتصادی در گروه پی‌اس‌ای از جمله بحران اقتصادی در اروپا در سال ۲۰۱۲، خروج از بازار ایران، قطع همکاری با جنرال موتورز و … باعث به وجود آمدن بحران در پی‌اس‌ای شد.
در ژوئیه سال ۲۰۱۲، یک مقام اتحادیه کارگری اعلام کرد که پی‌اس‌ای قصد تعدیل ۱۰٪ از کارگران قراردادی موقت و دائم (بین ۸٬۰۰۰ تا ۱۰٬۰۰۰) خود را دارد.
در ۲۴ اکتبر، پی‌اس‌ای اعلام کرد که در حال دستیابی به یک توافق با بانک‌های طلبکار در مورد ۱۱٫۵ میلیارد یورو از مبلغ سرمایه‌گذاری هاست و همچنین موفق به کسب تضمین دولتی در مورد بدهی‌های آینده بانک پی‌اس‌ای فاینانس به میزان ۷ میلیارد یورو شده‌است.
در همان سال، گروه پی‌اس‌ای و دیگر خودروسازان بزرگ اروپایی تحت فشار شدید اتحادیه اروپا، ایالات متحده آمریکا و شریک پی‌اس‌ای، یعنی جنرال موتورز برای ترک بازار ایران قرار داشتند که این فشارها، گروه پی‌اس‌ای را مجبور به پایان همکاری خود با ایران خودرو و ترک کردن بازار ایران کرد. این اتفاق باعث شد تا پی‌اس‌ای به سرعت با کاهش درآمد مواجه گردد.
در همان زمان، مدیرعامل وقت پی‌اس‌ای، فیلیپ وارین اعلام کرد که شرکت قصد ایجاد برند جدید دی اس، از خودروهای سری C سیتروئن و در کلاس خودروهای لوکس را دارد.
در ۱۲ دسامبر ۲۰۱۳، جنرال موتورز اعلام کرد که قصد برگرداندن ۷٪ سهام پی‌اس‌ای را دارد و در این تاریخ، همکاری این دو شرکت به پایان رسید.
در سال ۲۰۱۴، شرکت خودروسازی دانگ فنگ که به تولید و مونتاژ محصولات پی‌اس‌ای در چین مشغول است، اعلام کرد که قصد خرید ۱۳٪ سهام پی‌اس‌ای را دارد. پس از آن، شرکت دانگ فنگ و دولت فرانسه، در یک برنامه نجات مالی، هریک به میزان ۱۳٫۶۸٪ از سهام پی‌اس‌ای را خریداری کردند و سهم خانواده پژو از این شرکت را نیز از ۲۵٪ به ۱۳٫۶۸٪ رساندند.

### برنامه انبساط سریع (۲۰۱۴–۲۰۲۱)
در پی خرید بخشی از سهام گروه پی‌اس‌ای توسط شرکت خودروسازی دانگ فنگ و دولت فرانسه و با اجرای برنامه‌های کاهش هزینه‌های شرکت، اقبال شرکت تغییر کرد و به تدریج بدهی‌های شرکت کاهش یافت تا اینکه شرکت در سال ۲۰۱۵ مجدداً به سوددهی رسید. مدیر عامل جدید شرکت، کارلوس تاوارز برگزیده شد و اجرای اقدامات کاهش هزینه بیشتر در شرکت را آغاز نمود و تنوع مدل‌های خودرو را در هر سه برند زیر مجموعه شرکت به همراه معرفی شرکت جدید دی اس گسترش داد.
در اوایل سال ۲۰۱۶، گروه پی‌اس‌ای از یک نقشه راه برای بازگشت به بازار آمریکای شمالی پس از نزدیک به ۴۰ سال رونمایی کرد. درحالیکه بسیاری انتظار داشتند که پی‌اس‌ای تنها با برند دی اس به بازار آمریکا بازگردد، اما شرکت اعلام کرد که همه برندهای زیرمجموعه را به قاره آمریکا خواهد برد. برنامه ورود مجدد به آمریکا دارای سه مرحله می‌باشد. مرحله اول، راه اندازی یک شرکت کرایه خودرو از طریق اپ موبایل مانند شرکت‌های اوبر یا اسنپ (با همکاری سایر شرکت‌های فعال در این زمینه) می‌باشد. این مرحله در ۳ آوریل ۲۰۱۷ در لوس آنجلس با راه اندازی سرویس free2move اجرا شد. مرحله دوم، کرایه دادن خودروهای ساخت گروه پی‌اس‌ای در حمل و نقل عمومی آمریکا، چند سال بعد از اجرای مرحله اول خواهد بود. درنهایت، مرحله آخر ایجاد شبکه فروش گسترده در سال ۲۰۲۰ در بازار آمریکای شمالی خواهد بود.
پس از تفاهم ایران با ۶ قدرت جهانی بر سر برنامه هسته‌ای ایران موسوم به برجام در سال ۲۰۱۵، ماه‌ها مذاکرات بین مدیران ایران خودرو و پی‌اس‌ای انجام شد و در نتیجه در سال ۲۰۱۶ شرکت مشترک جوینت ونچر ایکاپ با سهم ۵۰٪ ایران خودرو، ۵۰٪ پژو در تهران تأسیس شد و پژو بعد از خروج از بازار ایران در سال ۲۰۱۲، با سرمایه‌گذاری ۱۲ میلیون یورویی در سال ۲۰۱۶ به ایران بازگشت. هدف از تأسیس این شرکت، تولید و واردات محصولات پژو به بازار ایران می‌باشد. همچنین با مذاکرات جداگانه سیتروئن و سایپا در همین دوره، بخشی از کارخانه سایپا کاشان با سرمایه‌گذاری سیتروئن برای تولید محصولات این شرکت در اختیار سیتروئن قرار گرفت. پیش از آغاز این مذاکرات، پی‌اس‌ای با تأسیس نمایندگی مستقیم دی اس در تهران، به‌طور مستقل به بازار ایران وارد شد.
در ۱۰ فوریه ۲۰۱۷، گروه پی‌اس‌ای اعلام کرد قصد خرید شرکت هندوستان موتورز را دارد تا پس از ۱۲ سال غیبت پی‌اس‌ای در هندوستان، از سال ۲۰۱۸ به تولید و فروش محصولات شرکت در این کشور اقدام کند.
در ۱۴ فوریه ۲۰۱۷، پی‌اس‌ای از مذاکرات با جنرال موتورز برای خرید برندهای اوپل و واکسول از این شرکت خبر داد. این مذاکرات در مرحله پیشرفته‌ای بود و باعث ایجاد یک شوک خبری گسترده و حیرت مدیران اوپل گشت؛ زیرا آن‌ها برای تبدیل شرکت به یک شرکت صرفاً تولید خودروهای برقی بر روی پلت فرم شورولت بولت برنامه‌ریزی کرده بودند.
جنرال موتورز از ضرر ۲۵۷ میلیون دلاری در شاخه اروپایی خود در سال ۲۰۱۶ خبر داد و از این سال، به عنوان شانزدهمین سال ضرر پیاپی در اروپا یاد کرد که میزان مجموع ضرر و زیان از سال ۲۰۰۰ را به بیش از ۱۵ میلیارد دلار می‌رساند. بسیاری نگرانی‌هایی را در مورد آنچه خرید این شرکت متضرر می‌تواند برای گروه پی‌اس‌ای ایجاد کند ابراز کرده‌اند. با توجه به حجم بدهی‌های این شرکت، این احتمال وجود داشت که جنرال موتورز اوپل و واکسول را مجانی یا با قیمت بسیار پایین به پی‌اس‌ای واگذار کند.
کارلوس تاوارز، مدیر عامل پی‌اس‌ای، ملاقات‌های جداگانه‌ای با آنگلا مرکل صدراعظم وقت آلمان و ترزا می نخست‌وزیر وقت انگلستان ضمن بازدید از کارخانه‌های اوپل و واکسول انجام داد. وی به رهبران این دو کشور اطمینان داد که مشاغل مربوط به این دو خودروسازی حفظ خواهد شد و کارخانه واکسول واقع در الزمیر انگلستان حداقل تا سال ۲۰۲۱ مورد استفاده پی‌اس‌ای قرار خواهد گرفت.
تاوارز همچنین اعلام کرد که قصد حفظ هویت آلمانی نام و برند اوپل را دارد تا بازارها و مشتریانی که ممکن است به خودروی فرانسوی علاقه نداشته باشند را بدست آورد. وی همچنین بیان کرد که اوضاع دو شرکت اوپل و واکسول بهبود خواهد یافت زیرا فروش این دو برند در خارج از اروپا هم برای نخستین بار در چندین دهه اخیر انجام خواهد شد. او از احتمال فروش این دو برند در بازار آمریکای شمالی در کنار سایر برندهای گروه پی‌اس‌ای برای نخستین بار خبر داد.
اوپل و واکسول به احتمال بسیار زیاد در آمریکای جنوبی، آسیا، آفریقا، استرالیا و خاورمیانه نیز فروخته خواهند شد. برنامه پی‌اس‌ای، ادامه تولید محصولات فعلی اوپل و واکسول و جایگزینی تدریجی آن‌ها با محصولات جدید با پلت فرم‌های پی‌اس‌ای می‌باشد.
در ۱۷ فوریه ۲۰۱۷، پی‌اس‌ای از پیشنهاد خود به پروتون هولدینگ برای خرید این شرکت خبر داد. این شرکت، مالک شرکت‌های پرتون و لوتوس کارز می‌باشد.

## عملیات
این شرکت همواره سعی خود را کرده تا بازار فروش خود را در کشورهای در حال توسعه و دیگر نقاط جهان افزایش دهد؛ این انگیزه پی‌اس‌ای را به آن واداشت تا شرکایی در ایران (با ایران خودرو)، آمریکای جنوبی و چین بیابد.